# Prix Lumière/Bester französischsprachiger Film
Der Prix Lumière in der Kategorie Bester französischsprachiger Film wurde von 2003 bis 2019 verliehen. Die Kategorie ersetzte die bis dahin vergebene Auszeichnung für den Besten ausländischen Film. Am erfolgreichsten waren die Brüder Jean-Pierre und Luc Dardenne, deren Regiearbeiten vier Mal prämiert wurden. 2020 wurde die Kategorie durch einen Preis für die Beste internationale Koproduktion ersetzt.
| Jahr | Preisträger            | Deutscher Titel                | Regie                        |
| 2003 | Le fils                | Der Sohn                       | Jean-Pierre und Luc Dardenne |
| 2004 | Les invasions barbares | Die Invasion der Barbaren      | Denys Arcand                 |
| 2005 | Demain on déménage     | Morgen ziehen wir um           | Chantal Akerman              |
| 2006 | L’enfant               | Das Kind                       | Jean-Pierre und Luc Dardenne |
| 2007 | Bamako                 | Das Weltgericht von Bamako     | Abderrahmane Sissako         |
| 2008 | Délice Paloma          | Ich denk an dich, Paloma       | Nadir Moknèche               |
| 2009 | Le silence de Lorna    | Lornas Schweigen               | Jean-Pierre und Luc Dardenne |
| 2010 | J’ai tué ma mère       | I Killed My Mother             | Xavier Dolan                 |
| 2011 | Un homme qui crie      | Ein Mann, der schreit          | Mahamat-Saleh Haroun         |
| 2012 | Incendies              | Die Frau die singt – Incendies | Denis Villeneuve             |
| 2013 | La pirogue             | Die Piroge                     | Moussa Toure                 |
| 2014 | Les chevaux de Dieu    | Les Chevaux de Dieu            | Nabil Ayouch                 |
| 2015 | Deux jours, une nuit   | Zwei Tage, eine Nacht          | Jean-Pierre und Luc Dardenne |
| 2016 | Much Loved             | Much Loved                     | Nabil Ayouch                 |
| 2017 | Inhebbek Hedi          | Hedis Hochzeit                 | Mohamed Ben Attia            |
| 2018 | Insyriated             | Innen Leben                    | Philippe Van Leeuw           |
| 2019 | Girl                   | Girl                           | Lukas Dhont                  |